# Hugo Calderano
Hugo Calderano, född 22 juni 1996 i Rio de Janeiro, är en brasiliansk bordtennisspelare.

## Karriär
Vid OS 2020 placerade sig Calderano på en femte plats i såväl singelspel som i lagtävlingen i bordtennis. Calderano har tagit flera guld i i de Panamerikanska spelen och i de Panamerikanska mästerskapen.